# Jetix Play
Jetix Play е бивш детски телевизионен канал. Той е канал, сестра на Jetix, собственост на The Walt Disney Company. Започва излъчване през януари 2001 година под името Fox Kids Play, като през 2003 година, след ребандиране, каналът получава сегашното си име. Съдържанието на канала обхваща всички стари и класически анимационни заглавия от Jetix и Disney Channel. 17-часовата програма се излъчва в страните от Централна и Източна Европа, някои сред които са България, Полша, Румъния, Русия, Словакия, Турция, Унгария и Чехия.
В България Jetix Play се разпространява в мрежите на по-големите кабелни оператори като Евроком Кабел, Кейбълтел и Скат Бургас.

## Закриване на канала
Jetix Play е закрит на 31 юли 2010 във всички страни от Централна и Източна Европа, където излъчваше, а на негово място се очаква да стартира Playhouse Disney в Полша и още няколко страни от същия регион.

## История
| FOX KIDS PLAY / JETIX PLAY |               | |
| Година                     | Канал         | Предавания |
| 2001                       | FOX KIDS PLAY | Анимационни сериали: Денис Белята; Джим Копчето; Джин Джин и панда патрулът; Приключенията на малката русалка; Приключенията на Оливър Туист; Приключенията на Пинокио; Принцеса Сиси; Принцеса Тенко; Пътешествията на Гъливер; Светът на Боби; Семейство Защо? Защо?; Хитклиф; Хъкълбери Фин. |
| 2002                       | FOX KIDS PLAY | Анимационни сериали: Малка мишка в прерии; Около света за 80 дни. |
| 2003                       | FOX KIDS PLAY | Анимационни сериали: Диплодоните; Лейди Ловъли Локс; Питър Пан и Пиратите; Пътуване до сърцето на Земята. |
| 2004                       | FOX KIDS PLAY | Анимационни сериали: Котаракът Ийк; Лагерът Канди; Рейнбоу Брайт; Семейство Силваниан. |
| 2005                       | JETIX PLAY    | Анимационни сериали: Инспектор Гаджет; Лошо куче. |
| 2006                       | JETIX PLAY    | Анимационни сериали: Гаджет и Гаджетините; Децата от класна стая 402; Живот с Луи; Малките магьосници; Семейство Тофу; Тайните файлове на кучетата-шпиони; Уолтър Мелън. Игрални филми: Денис Белята; Досадни бебета; Каспър среща Уенди; Проект „Меркурий“; Семейство Адамс: Отново заедно.    |
| 2007                       | JETIX PLAY    | Анимационни сериали: Абракадабра; Капитан Фламинго. Игрални филми: Голфманиаци; Детегледачка; Детегледачка 2; Мама стачкува; Мъже в бяло; Ръсти: Великото спасяване; Тънкият лед. |

## Анимации и сериали
| - Абракадабра - Гаджет и Гаджетините - Децата от класна стая 402 - Дилподоните - Джин Джин и панда патрулът - Живот с Луи - Капитан Фламинго - Котаракът Ийк - Лошо куче - Малките магьосници - Питър Пан и пиратите - Принцеса Сиси - Семейство Тофу - Тайните файлове на кучетата-шпиони - Уолтър Мелън | - Денис Белята - Джим Копчето - Инспектор Гаджет - Лагерът Канди - Лейди Ловъли Локс - Малка мишка в прерии - Мъничетата - Около света за 80 дни - Пиратът Лудия Джак - Приключенията на малката русалка - Приключенията на Оливър Туист - Приключенията на Пинокио - Принцеса Тенко - Пътешествията на Гъливер - Пътуване до сърцето на Земята - Рейнбоу Брайт - Светът на Боби - Семейство Защо? Защо? - Семейство Силваниан - Хитклиф - Хъкълбери Фин | - Голфманиаци - Денис Белята - Детегледачка - Детегледачка 2 - Досадни бебета - Каспър среща Уенди - Мама стачкува - Мъже в бяло - Проект „Меркурий“ - Ръсти: Великото спасяване - Семейство Адамс: Отново заедно - Тънкият лед |